# Felgueiras e Feirão
Felgueiras e Feirão (oficialmente: União das Freguesias de Felgueiras e Feirão) é uma freguesia portuguesa do município de Resende, com 13,28 km² de área e 364 habitantes (censo de 2021). A sua densidade populacional é 27,4 hab./km².

## História
Foi criada aquando da reorganização administrativa de 2012/2013, resultando da agregação das antigas freguesias de Felgueiras e Feirão.

## Demografia
A população registada nos censos foi:
| Distribuição da População por Grupos Etários | Distribuição da População por Grupos Etários | Distribuição da População por Grupos Etários | Distribuição da População por Grupos Etários | Distribuição da População por Grupos Etários | Distribuição da População por Grupos Etários |
| -------------------------------------------- | -------------------------------------------- | -------------------------------------------- | -------------------------------------------- | -------------------------------------------- | -------------------------------------------- |
| Antes da agregação                           |                                              |                                              |                                              |                                              |                                              |
| Ano                                          | 0-14 anos                                    | 15-24 anos                                   | 25-64 anos                                   | >= 65 anos                                   | Total                                        |
| 2001                                         | 84                                           | 65                                           | 189                                          | 108                                          | 446                                          |
| 2011                                         | 63                                           | 52                                           | 212                                          | 109                                          | 436                                          |
| Após a agregação                             |                                              |                                              |                                              |                                              |                                              |
| Ano                                          | 0-14 anos                                    | 15-24 anos                                   | 25-64 anos                                   | >= 65 anos                                   | Total                                        |
| 2021                                         | 38                                           | 42                                           | 184                                          | 100                                          | 364                                          |